# Mumie 317a a 317b
Mumie 317a a 317b byly malé dcery faraona 18. dynastie Tutanchamona; jejich matka byla pravděpodobně jeho velká královská manželka Anchesenamon, která byla předběžně identifikována jako mumie KV21A. Pohřbeny byly v hrobce svého otce, kterou objevil Howard Carter v roce 1922. Mumie označovaná jako 317a je dívkou, která se narodila předčasně v 5.–6. měsíci těhotenství, a mumie 317b je dívkou narozenou v termínu nebo téměř v termínu těhotenství. Nezachovala se jejich jména. Tyto princezny, možná spolu s Anchesenpaaton mladší a Meritaton Tasherit, představují poslední generaci 18. dynastie.

## Objev a popis
Mumie byly nalezeny v severovýchodním rohu pokladnice. Antropoidní rakve byly umístěny vedle sebe. Obě mumie byly uloženy ve dvou vnořených dřevěných rakvích: vnější rakev byla pokryta černou pryskyřicí se zlacenými pruhy; vnitřní rakve byly pokryty zlatou fólií. Víko vnější rakve bylo připevněno k základně osmi čepy.

### 317a
Carter odhalil tuto mumii v roce 1925. Mumie měla nasazenou pozlacenou posmrtnou masku, která byla v poměru k její hlavě příliš velká. Během pitvy, kterou provedl Douglas Derry v roce 1932, bylo zjištěno, že mumie byla velká 25,75 centimetrů. Její kůže je velmi křehká a má našedlou barvu, ale celkově bylo zjištěno, že je v dobrém stavu. Derry usoudil, že mumie byla pravděpodobně ženského pohlaví, a odhadl věk na pět měsíců těhotenství. Nebyly nalezeny žádné známky břišního řezu. Ruce byly umístěny na přední straně stehen. Mumii chybělo obočí a řasy, pravděpodobně kvůli jejímu ranému gestačnímu věku, ale na hlavě byly přítomny světlé hedvábné chloupky (lanugo). Oční víčka byla mírně otevřená. Zbytky pupeční šňůry byly zachovány do délky 21 milimetrů.
V rámci projektu Egyptian Mummy Project bylo v červenci 2008 provedeno tomografické vyšetření. Bylo zjištěno, že mumie je ve velmi špatném stavu, což znamenalo, že nebylo možné určit její pohlaví. Z délky pažní kosti bylo usuzováno gestační stáří 24,7 týdne. Bylo zjištěno, že lebka je naplněna mozkovou tkání nebo balzamovacím materiálem. Trup byl také naplněn pravděpodobně balzamovacími balíčky. Nebyly zaznamenány žádné deformace ani nebylo možné určit příčinu smrti.

### 317b
Tato mumie na sobě neměla masku. Délka zabalené mumie byla 39,5 centimetru a výška samotného těla byla 36,1 centimetru. Zaznamenalo se, že mumie není tak dobře zachovalá jako menší mumie 317a. Bylo zjištěno, že je to žena, a podle odhadu byla stará sedm měsíců těhotenství. Kůže byla stejně našedlé barvy a stejně křehká jako u mladší mumie. Na zátylku zůstaly jemné vlasy, nechyběly řasy a obočí. Oči byly doširoka otevřené a obsahovaly pouze scvrklé oční bulvy. Ruce byly položeny dlaněmi dolů vedle stehen. Vnitřek lebky byl prozkoumán přes fontanelu a bylo zjištěno, že je vyplněný plátnem, které bylo zavedeno pravou nosní dírkou. Pupeční šňůra se nezachovala, ale pupek nebyl zatažen, což naznačuje, že pupeční šňůra byla odříznuta, spíše než aby přirozeně uschla. Řez o délce 18 milimetrů byl proveden paralelně s tříselným vazem a utěsněn pryskyřicí. Tělesné dutiny byly vycpány plátnem.
Mumie byla dále zkoumána v roce 1978 pomocí rentgenu a bylo zjištěno, že byla v průběhu let poškozena, byla jí rozdrcena lebka a zlomena žebra. Věk byl odhadnut na třicet pět týdnů těhotenství až do úplného porodu a byla jí diagnostikována Sprengelova deformita, rozštěp páteře a skolióza. Byla také provedena sérologická analýza a zjistilo se, že tato mumie měla krevní skupinu 0. Pozdější přezkoumání rentgenových snímků naznačilo, že dítě mohlo být podle stupně osifikace ve věku 31 týdnů.
Bylo nadhozeno, že tyto mumie jsou dvojčata, která trpěla transfúzním syndromem, což znamená, že jedno dvojče je na svůj gestační věk příliš velké a jedno je malé. Nebylo přesvědčivě prokázáno ani vyvráceno, zda tomu tak ve skutečnosti je, nicméně tato možnost není považována za pravděpodobnou.
V rámci projektu Egyptian Mummy Project bylo na této mumii v červenci 2008 také provedeno tomografické vyšetření. Bylo zjištěno, že je lépe zachovalá než 317a, a tak mohla být důkladněji prozkoumána. Na základě vnějších genitálií bylo potvrzeno, že mumie je ženského pohlaví; věk při úmrtí byl odhadnut na 36,78 týdne těhotenství. Diagnóza Sprengelovy deformity byla zamítnuta, protože ačkoli je levá lopatka o 6 milimetrů vyšší než pravá, je to způsobeno tím, že levá lopatka a klíční kost jsou zcela odděleny od těla a rotují nahoru. Lopatky i klíční kosti měly normální a srovnatelné rozměry. Bylo zjištěno, že páteř je ve špatném stavu a posmrtně zlomená s chybějícími úlomky; to vytvořilo dojem deformované páteře s defekty neurální trubice, ale nebyly nalezeny žádné jiné anomálie. Mírná hrudní skolióza byla také přítomna, ale byla určena jako posturální. Na nohou byl nalezen důkaz podkožní vycpávky.

## Původ
Analýza DNA byla provedena v rámci projektu Tutanchamon Family Project, a přestože byly získány pouze dílčí shody, stačilo to k závěru, že obě mumie byly Tutanchamonovy dcery. Z mumie KV21A se podařilo získat pouze částečný profil DNA, ale i ten naznačuje, že byla matkou obou dívek. Výsledky však nebyly natolik statisticky významné, aby mohly být potvrzeny.